# Camion-couchette

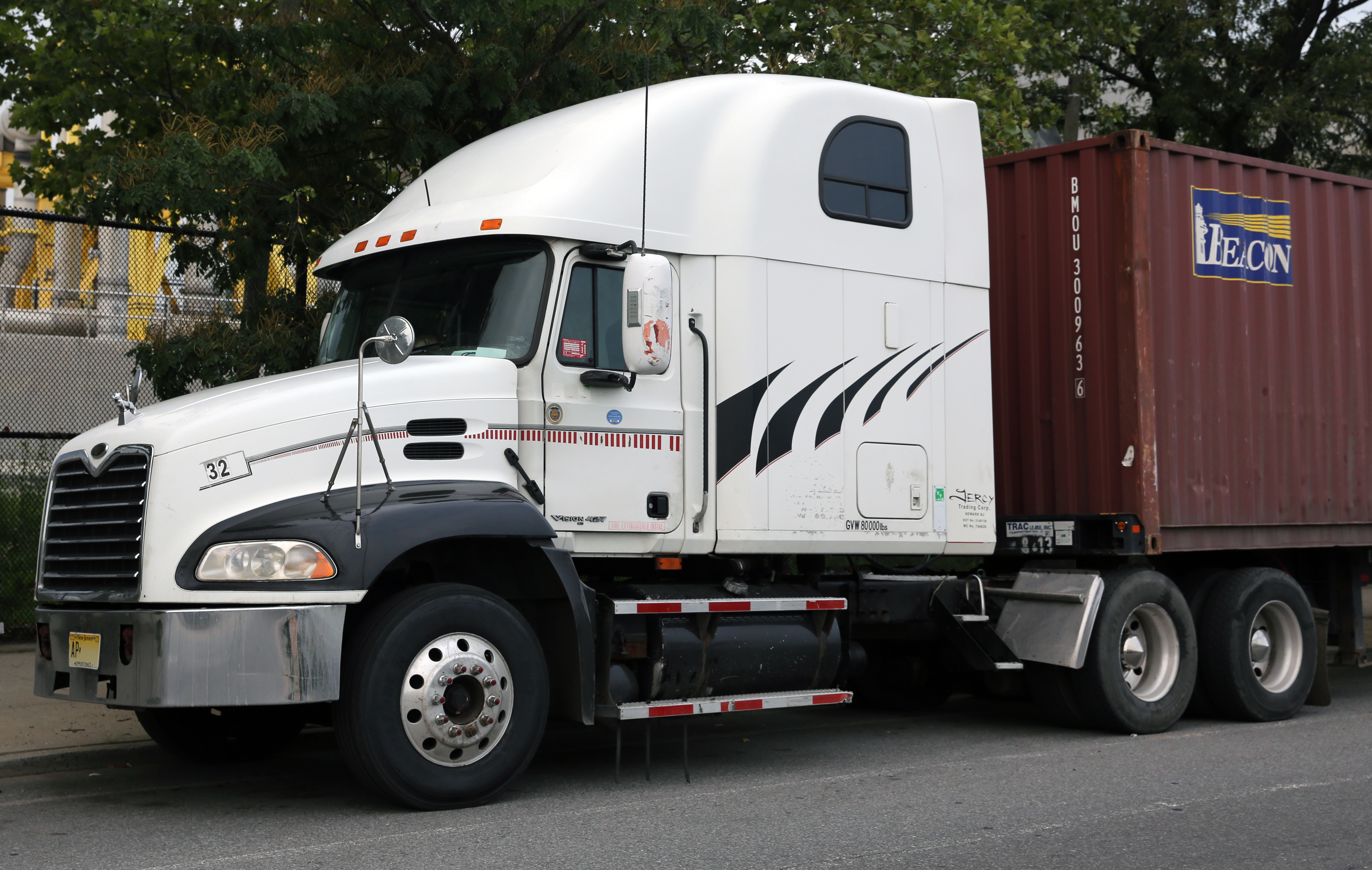
Compartiment couchette derrière le poste de conduite d'un camion semi-remorque moderne.

Un camion-couchette ou cabine couchette est un compartiment attaché à la cabine d'un camion utilisé pour se reposer ou dormir. 

## Origine

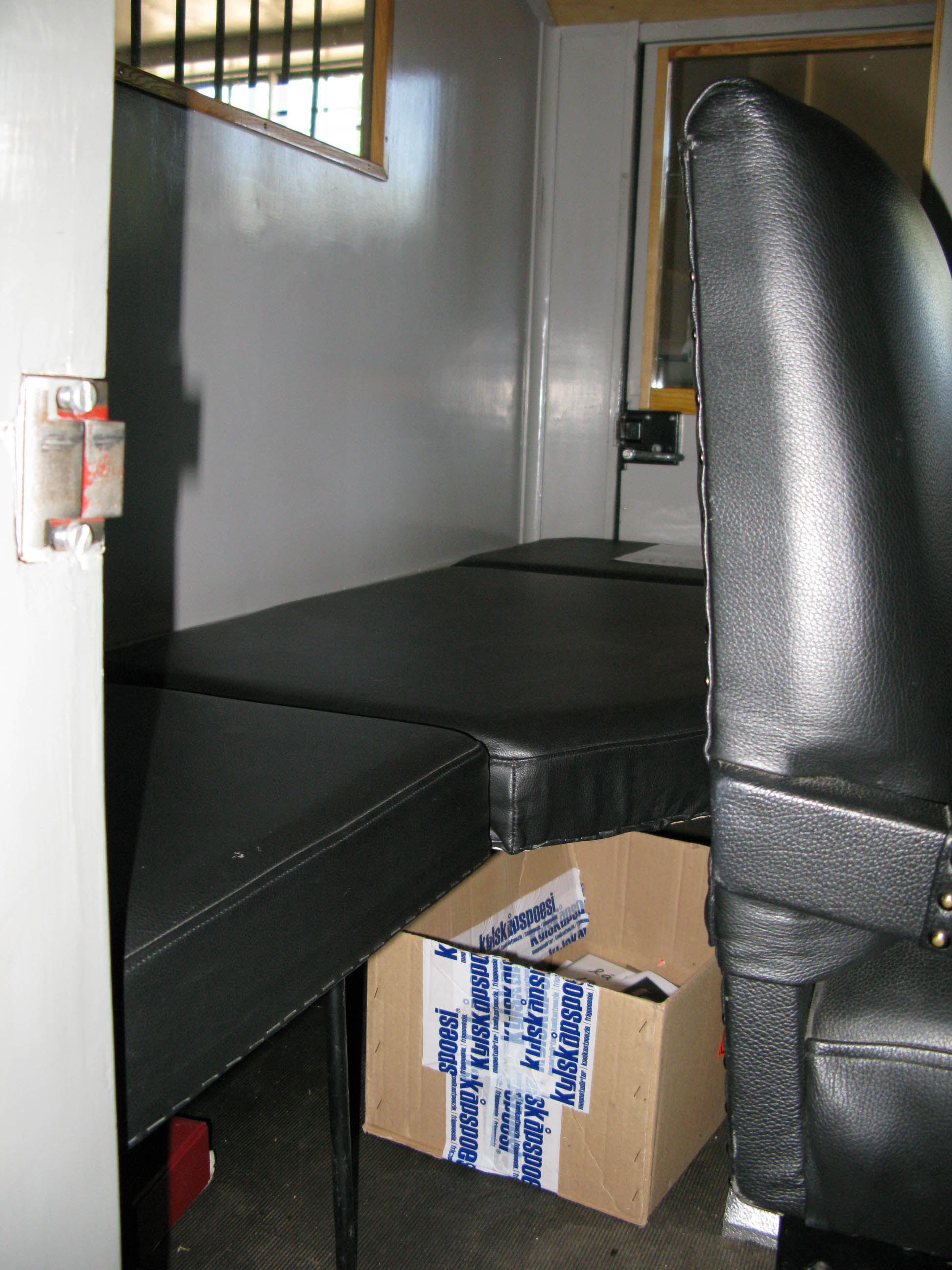
Lit de la cabine couchette du début (1933)

Le mot "wagon-lit" fait référence à un wagon-couchette, c'est-à-dire un wagon de chemin de fer équipé d'installations de couchage pour les passagers voyageant la nuit.
Les nouvelles limites fixées pour les conducteurs quant à leur nombre maximum d'heures travaillées ont créé une exigence selon laquelle un conducteur peut travailler un maximum de 11 heures après 10 heures consécutives de repos. Ces règles de sécurité obligeaient les conducteurs à trouver un endroit pour se reposer une fois qu'ils avaient atteint leur nombre maximum d'heures de travail. De nombreux conducteurs ont choisi de dormir dans la cabine de leur camion plutôt que de payer un motel en bord de route. Les constructeurs de camions ont pris conscience de ce fait et ont commencé à développer des camions avec des cabines allongées pour offrir un espace de repos aux conducteurs. Des réglementations similaires s'appliquent en Australie, et dans d'autres parties du monde. 

## Cabines couchettes

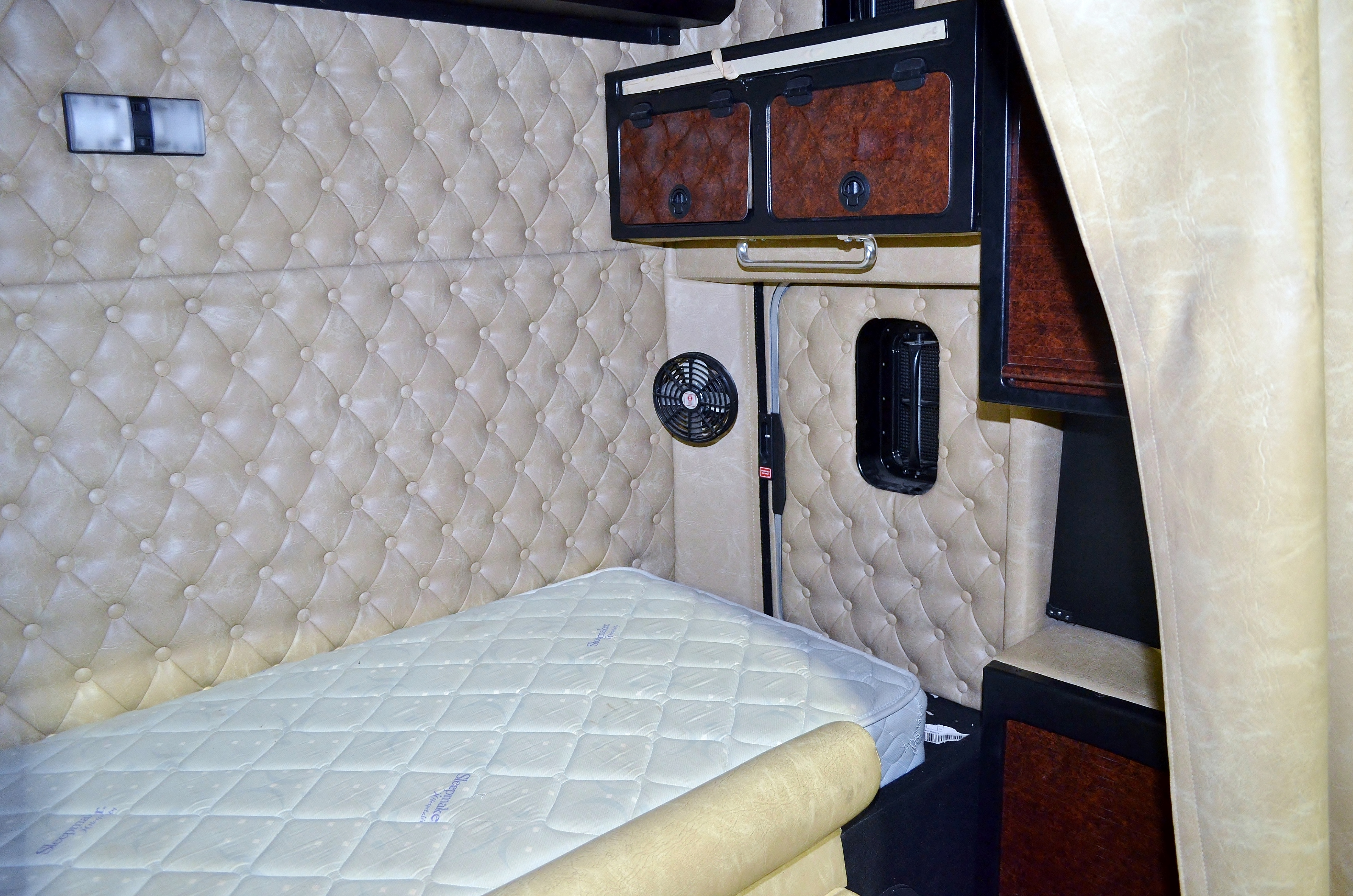
Intérieur d'une cabine couchette moderne

Les couchettes sont apparues dès les années 1920, mais elles étaient souvent peu sûres et inconfortables. Elles permettaient néanmoins aux propriétaires-exploitants (en) de passer des mois d'affilée sur la route, souvent en équipe de deux (l'un conduisait pendant que l'autre dormait). Grâce à cette formule qui a fait ses preuves, les conducteurs ont commencé à demander aux constructeurs de camions des cabines de plus en plus grandes. Les constructeurs ont commencé à répondre aux besoins des propriétaires exploitants qui demandaient un plus grand luxe. Les couchettes ont d'abord été mises au point sans tenir compte du confort, à une hauteur de 18 à 24 pouces (460 à 610 mm). Ils sont rapidement passés à 36 à 48 pouces (910 à 1 220 mm) en pensant aux conducteurs de longs trajets. Leur taille a été réglementée aux États-Unis dans les années 1950, mais les restrictions de longueur ont été supprimées dans les années 1980. Les traverses de camion sur mesure varient en taille dans les camions modernes, de 36 pouces (910 mm) à l'énorme 230 pouces (5 800 mm). Les traverses sur mesure sont équipées de bon nombre des équipements des véhicules de loisirs modernes. En 2000, environ 70 % des nouveaux camions fabriqués aux États-Unis comportaient des couchettes. 